# Qora
Qora est un jeu vidéo d'aventure développé par Holden Boyles et Ciprian Stanciu, édité par Curve Digital. Il est sorti en 2014 sur Windows et Mac.

## Accueil
- Canard PC : 5/10[1]